# U-ka saegusa IN db (one 1 Live)
『U-ka saegusa IN db [one 1 Live]』（ユーカ・サエグサ・イン・デシベル・ワン・ワン・ライブ）は、三枝夕夏 IN dbの1作目のライブ・ビデオ。

## 内容
- 初のワンマンライブを収録したライブ・アルバム。セルフカバー、洋楽カバーを各3曲収録。

## 収録曲
1. Shocking Blue
2. I'm in love
3. I can't see, I can't feel
4. ココロが止まらない
5. 胸いっぱいのこの愛を 誰より君に
6. 吹きすさぶ風の中で
7. 君のハートに胸キュン②
8. 眠る君の横顔に微笑みを
9. 笑顔でいようよ
10. Tears Go By
11. Whenever I think of you
12. It's for you
13. Grauation
14. へこんだ気持ち 溶かすキミ
15. YOU REALLY GOT ME（カバー曲）
16. Born to be wild（カバー曲）
17. VENUS（カバー曲）
18. CHU☆TRUE LOVE
アンコール
19. いつも心に太陽を
20. 君と約束した優しいあの場所まで

## 参加ミュージシャン
- 三枝夕夏 - ボーカル
- 岩井勇一郎 - ギター
- 大藪拓 - ベース
- 車谷啓介（Sensation） - ドラム
  - 大賀好修（nothin' but love・OOM・Sensation） - ギター
  - 池田大介 - キーボード
  - 大楠雄蔵（OOM・Sensation） - キーボード
  - 岡崎雪 - コーラス
  - 中平彩子 - コーラス
  - 吉田眞由美 - コーラス